# Brian MacLellan
Brian John MacLellan, född 27 oktober 1958, är en kanadensisk befattningshavare och före detta professionell ishockeyspelare som är general manager för ishockeyorganisationen Washington Capitals i National Hockey League (NHL).
Han tillbringade tio säsonger i NHL som spelare, där han spelade för ishockeyorganisationerna Los Angeles Kings, New York Rangers, Minnesota North Stars, Calgary Flames och Detroit Red Wings. MacLellan producerade 413 poäng (172 mål och 241 assists) samt drog på sig 551 utvisningsminuter på 606 grundspelsmatcher. Han spelade också på lägre nivåer för New Haven Nighthawks i American Hockey League (AHL) och Bowling Green Falcons (Bowling Green State University) i National Collegiate Athletic Association (NCAA).
MacLellan vann en Stanley Cup med Flames för säsongen 1988-1989.
När han spelade för Bowling Green Falcons som ung, avlade han samtidigt en kandidatexamen i företagsekonomi och efter spelarkarriären avlade han också en master of business administration vid University of St. Thomas i Minnesota. Från omkring 1995 och fem år framåt arbetade MacLellan som investeringskonsult och 2000 blev han kontaktad av barndomsvännen och Washington Capitals dåvarande general manager George McPhee, om MacLellan var intresserad att bli talangscout för ishockeyorganisationen, ett erbjudande han sa ja till. Han fick befordringar och arbetade som chef för spelarpersonalen, assisterande general manager och biträdande chef för Capitals ishockeyverksamhet. Den 27 april 2014 meddelade Capitals att man inte skulle förlänga kontraktet med McPhee och nästan precis en månad senare blev MacLellan utsedd som efterträdaren.

## Statistik
| 1978–1979   | Bowling Green Falcons | NCAA        | 44  | 34  | 29  | 63  | 94  | —  | — | — | —  | —  |
| 1979–1980   | Bowling Green Falcons | NCAA        | 38  | 8   | 15  | 23  | 46  | —  | — | — | —  | —  |
| 1980–1981   | Bowling Green Falcons | NCAA        | 37  | 11  | 14  | 25  | 96  | —  | — | — | —  | —  |
| 1981–1982   | Bowling Green Falcons | NCAA        | 41  | 11  | 21  | 32  | 109 | —  | — | — | —  | —  |
| 1982–1983   | Los Angeles Kings     | NHL         | 8   | 0   | 3   | 3   | 7   | —  | — | — | —  | —  |
|             | New Haven Nighthawks  | AHL         | 71  | 11  | 15  | 26  | 40  | 12 | 5 | 3 | 8  | 4  |
| 1983–1984   | Los Angeles Kings     | NHL         | 72  | 25  | 29  | 54  | 45  | —  | — | — | —  | —  |
|             | New Haven Nighthawks  | AHL         | 2   | 0   | 2   | 2   | 0   | —  | — | — | —  | —  |
| 1984–1985   | Los Angeles Kings     | NHL         | 80  | 31  | 54  | 85  | 53  | 3  | 0 | 1 | 1  | 0  |
| 1985–1986   | Los Angeles Kings     | NHL         | 27  | 5   | 8   | 13  | 19  | —  | — | — | —  | —  |
|             | New York Rangers      | NHL         | 27  | 5   | 8   | 13  | 19  | —  | — | — | —  | —  |
| 1986–1987   | Minnesota North Stars | NHL         | 76  | 32  | 31  | 63  | 69  | —  | — | — | —  | —  |
| 1987–1988   | Minnesota North Stars | NHL         | 75  | 16  | 32  | 48  | 74  | —  | — | — | —  | —  |
| 1988–1989   | Minnesota North Stars | NHL         | 60  | 16  | 23  | 39  | 104 | —  | — | — | —  | —  |
|             | Calgary Flames        | NHL         | 12  | 2   | 3   | 5   | 14  | 21 | 3 | 2 | 5  | 19 |
| 1989–1990   | Calgary Flames        | NHL         | 65  | 20  | 18  | 38  | 26  | 6  | 0 | 2 | 2  | 8  |
| 1990–1991   | Calgary Flames        | NHL         | 57  | 13  | 14  | 27  | 55  | 1  | 0 | 0 | 0  | 0  |
| 1991–1992   | Detroit Red Wings     | NHL         | 23  | 1   | 5   | 6   | 38  | —  | — | — | —  | —  |
| NHL totalt  | NHL totalt            | NHL totalt  | 606 | 172 | 241 | 413 | 551 | 47 | 5 | 9 | 14 | 42 |
| AHL totalt  | AHL totalt            | AHL totalt  | 73  | 11  | 17  | 28  | 40  | 12 | 5 | 3 | 8  | 4  |
| NCAA totalt | NCAA totalt           | NCAA totalt | 160 | 64  | 79  | 143 | 345 | —  | — | — | —  | —  |